# Marek Pilný
Marek Pilný (* 2. prosince 1973, Žacléř) je bývalý český fotbalový rozhodčí.

## Kariéra
Kariéru zahájil v roce 1995, od roku 2010 řídil na pozici asistenta i prvoligové zápasy až do roku 2016, kdy skončil kvůli incidentu s vedením utkání v opilosti. Je aktivním hráčem okresního FK Poříčí u Trutnova a předsedou VV OFS Trutnov. Po incidentu rezignoval na post 1. místopředsedy VV Královéhradeckého krajského fotbalového svazu.

## Vedení zápasu v opilosti
Pilný nastoupil 11. května 2016 k utkání 29. kola Synot ligy mezi týmy FC Příbram a SK Slavia Praha ve funkci čtvrtého rozhodčího. Už od začátku zápasu byl spolu s brankovým rozhodčím Jiřím Jechem zjevně opilý a po přestávce se na hřiště už nevrátil. Přítomnost alkoholu v Pilného krvi potvrdila i následná dechová zkouška, její výsledky však nebyly zveřejněny. Druhý aktér incidentu Jech zkoušku odmítl, ostatním sudím alkohol v krvi naměřen nebyl. V šatně rozhodčích byla podle majitele příbramského klubu Jaroslava Starky po utkání nalezena láhev slivovice.
Den po zápase nevhodné chování Pilného s Jechem odsoudil i předseda Fotbalové asociace České republiky Miroslav Pelta a komise rozhodčích oba vyřadila ze seznamu sudích pro profesionální soutěže. Po rozhodnutí komise rozhodčích byli oba vyřazeni z listiny pro profesionální soutěže a přišli o licenci. Činnost do konce sezony byla pozastavena i zbývajícím rozhodčím utkání.